# Valeri Shantalosov
Valeri Shantalosov (en biélorusse : Валерий Шанталосаў, en russe : Валерий Шанталосов), né le 15 mars 1966 à Moguilev en Biélorussie, est un footballeur international biélorusse, devenu entraîneur des gardiens à l'issue de sa carrière, qui évoluait au poste de gardien de but.

## Biographie

### Carrière de joueur
Valeri Shantalosov dispute deux matchs en Coupe de l'UEFA, et 6 matchs en Coupe Intertoto,.

### Scandale des matchs truqués
Le 26 avril 2007, Valeri Shantalosov est recherché par la police biélorusse sur des accusations d'avoir truqué des matches de l'équipe nationale lors des éliminatoires de l'Euro 2004 contre la République tchèque et la Moldavie. En mars 2008, l'affaire est transférée à Novossibirsk, où il est l'entraîneur des gardiens du Sibir, mais l'affaire a rapidement fermé par le délai de prescription.
Le 19 décembre 2008, la Commission de discipline BFF a statué que Valeri Shantalosov est une persona non grata dans le football biélorusse, ainsi que d'appliquer à la FIFA d'étendre la portée de la sanction disciplinaire, mais la FIFA a rejeté la demande d'étendre la peine, parce que, à son avis, « la décision de la Fédération biélorusse est basée sur des documents obtenus en violation de la procédure disciplinaire ».

### Carrière internationale
Valeri Shantalosov compte 26 sélections avec l'équipe de Biélorussie entre 1998 et 2004. 
Il est convoqué pour la première fois par le sélectionneur national Mikhaïl Vergeyenko pour un match amical contre l'Ukraine le 28 octobre 1992 (1-1). Il reçoit sa dernière sélection le 7 septembre 2002 contre les Pays-Bas (défaite 3-0).
Le 16 août 1992, il est convoqué pour la première fois en équipe de Russie par Pavel Sadyrine, pour une rencontre face au Mexique mais n'entre pas en jeu.

## Statistiques
| Saison                | Club                     | Championnat           | Championnat | Championnat | Coupe(s) nationale(s) | Coupe(s) nationale(s) | Compétition(s) continentale(s) | Compétition(s) continentale(s) | Compétition(s) continentale(s) | Total | Total |
| Saison                | Club                     | Division              | M.          | B.          | M.                    | B.                    | Comp.                          | M.                             | B.                             | M.    | B.    |
| 1985                  | Dniepr Moguilev          | D3                    | 15          | 0           | -                     | -                     | -                              | -                              | -                              | 15    | 0     |
| 1986                  | Dniepr Moguilev          | D3                    | 9           | 0           | -                     | -                     | -                              | -                              | -                              | 9     | 0     |
| 1988                  | Zvejnieks Liepaïa        | D3                    | 18          | 0           | -                     | -                     | -                              | -                              | -                              | 18    | 0     |
| 1989                  | Daugava Riga             | D2                    | 15          | 0           | -                     | -                     | -                              | -                              | -                              | 15    | 0     |
| 1990                  | Daugava Riga             | D2                    | 25          | 0           | -                     | -                     | -                              | -                              | -                              | 25    | 0     |
| Sous-total            | Sous-total               | Sous-total            | 82          | 0           | -                     | -                     | -                              | -                              | -                              | 82    | 0     |
| 1990                  | Lokomotiv Nijni Novgorod | D2                    | 11          | 0           | -                     | -                     | -                              | -                              | -                              | 11    | 0     |
| 1991                  | Lokomotiv Nijni Novgorod | D2                    | 37          | 0           | -                     | -                     | -                              | -                              | -                              | 37    | 0     |
| 1992                  | Lokomotiv Nijni Novgorod | D1                    | 25          | 0           | 2                     | 0                     | -                              | -                              | -                              | 27    | 0     |
| 1993                  | Lokomotiv Nijni Novgorod | D1                    | 33          | 0           | 1                     | 0                     | -                              | -                              | -                              | 34    | 0     |
| 1994                  | Lokomotiv Nijni Novgorod | D1                    | 29          | 0           | 1                     | 0                     | -                              | -                              | -                              | 30    | 0     |
| 1995                  | Lokomotiv Nijni Novgorod | D1                    | 22          | 0           | -                     | -                     | -                              | -                              | -                              | 22    | 0     |
| Sous-total            | Sous-total               | Sous-total            | 157         | 0           | 4                     | 0                     | -                              | -                              | -                              | 161   | 0     |
| 1996                  | Baltika Kaliningrad      | D1                    | 5           | 0           | 1                     | 0                     | -                              | -                              | -                              | 6     | 0     |
| 1997                  | Baltika Kaliningrad      | D1                    | 26          | 0           | -                     | -                     | -                              | -                              | -                              | 26    | 0     |
| 1998                  | Torpedo Moscou           | D1                    | 2           | 0           | 1                     | 0                     | -                              | -                              | -                              | 3     | 0     |
| 1999                  | Lokomotiv Nijni Novgorod | D1                    | 26          | 0           | 1                     | 0                     | -                              | -                              | -                              | 27    | 0     |
| 2000                  | Lokomotiv Nijni Novgorod | D1                    | 12          | 0           | -                     | -                     | -                              | -                              | -                              | 12    | 0     |
| 2001                  | Belchina Babrouïsk       | D1                    | 25          | 0           | 1                     | 0                     | C3                             | 2                              | 0                              | 28    | 0     |
| 2002                  | Torpedo-MAZ Minsk        | D1                    | 25          | 0           | 1                     | 0                     | -                              | -                              | -                              | 26    | 0     |
| Sous-total            | Sous-total               | Sous-total            | 121         | 0           | 5                     | 0                     | -                              | 2                              | 0                              | 128   | 0     |
| 2003                  | Tobol Kostanaï           | D1                    | 32          | 0           | 5                     | 0                     | CI                             | 6                              | 0                              | 43    | 0     |
| 2004                  | Tobol Kostanaï           | D1                    | 35          | 0           | -                     | -                     | -                              | -                              | -                              | 35    | 0     |
| 2005                  | Tobol Kostanaï           | D1                    | 7           | 0           | 2                     | 0                     | -                              | -                              | -                              | 9     | 0     |
| Sous-total            | Sous-total               | Sous-total            | 74          | 0           | 7                     | 0                     | -                              | 6                              | 0                              | 87    | 0     |
| Total sur la carrière | Total sur la carrière    | Total sur la carrière | 434         | 0           | 16                    | 0                     | -                              | 8                              | 0                              | 458   | 0     |

## Palmarès
- Avec le Belshina Babrouïsk
  - Champion de Biélorussie en 2001
  - Vainqueur de la Coupe de Biélorussie en 2001